# Lincolnville, Kansas
Lincolnville là một thành phố thuộc quận Marion, tiểu bang Kansas, Hoa Kỳ. Năm 2010, dân số của xã này là 203 người.

## Dân số
Dân số các năm:
- Năm 2000: 225 người
- Năm 2010: 203 người